# Temple maçonnique d'Hot Springs
Le temple maçonnique d'Hot Springs est un temple maçonnique américain situé à Hot Springs, dans le comté de Garland, en Arkansas. Il est inscrit au Registre national des lieux historiques depuis le 7 mars 2022.